# Mount Marr
Mount Marr ist ein felsiger Berg im ostantarktischen Enderbyland. Er ragt 15 km südlich des Johnston Peak und 13 km westlich des Douglas Peak aus der ihn umgebenen Eisfläche auf.
Entdeckt wurde der Berg im Januar 1930 von Teilnehmern der British Australian and New Zealand Antarctic Research Expedition (1929–1930) unter der Leitung des australischen Polarforschers Douglas Mawson. Dieser benannte ihn nach dem britischen Meeresbiologen und Polarforscher James Marr (1902–1965), Teilnehmer an dieser Forschungsreise sowie an der Quest-Expedition (1921–1922).